# 河南大学淮河医院
河南大学淮河医院，又名河南大学淮河临床学院，原名开封医专第二附属医院，是一所位于开封市的综合性三级甲等医院，始建于1955年治理淮河时期。目前是河南省五大省直综合医院之一。

## 简介
医院有淮河医院院区、淮河医院北院区和医专院区，总占地近200亩。设有63个临床医技科室，58个病区，3000张开放床位。年门诊量70万余人次、出院病人4.5万余人次、手术近2万台。
医院目前有职工1800多人，副高以上职称400多人、博士与硕士360人、硕士生导师156人。
医院承担河南大学临床医学的本科、硕士研究生的教学任务，在院学生1200多人。是临床医学一级学科硕士学位授权点，涵盖20个二级学科；拥有河南省临床重点学科、重点培育学科共9个。
截至2014年，医院共获国家863项目、国家自然科学基金项目、省部级项目30多项，地厅级项目300多项。发表SCI等论文1000余篇。

## 換錯嬰兒案
1992年，许女士在开封医专第二附属医院產下嬰兒，但醫院卻抱错两名嬰兒，造成许女士養育的小孩並非親生。许女士之子姚策在确诊肝癌后，许女士决定割肝救子，检查后发现姚策并非亲生子。2020年4月，许女士在河南省驻马店市找到亲生子郭某。姚策则是郭某父母郭希宽、杜新枝的亲生子。2020年12月7日，河南大学淮河医院被判向姚策及其亲生父母賠償76萬元。2021年2月8日，开封市中级人民法院二审，河南大学淮河医院須赔偿姚策及其亲生父母100.2万余元。同年3月23日上午，姚策去世。2022年4月28日，河南开封市鼓楼区人民法院判决河南大学淮河医院赔偿姚策的养母许敏、养父姚师兵各项费用共计79万余元，赔偿郭威精神损害赔偿20万元。